# Puncheur
Puncheur, of puncher in het Engels, is een term uit het wielerjargon die een wegrenner beschrijft die snel en krachtig korte hellingen kan opsprinten. Ook al is puncheur geen Standaardnederlands, toch wordt het frequent gebruikt in het wielermilieu en in de media. Bekende renners type puncheur zijn Mathieu van der Poel, Wout van Aert, Peter Sagan (gestopt), Philippe Gilbert, Julian Alaphilippe, Alejandro Valverde (gestopt), Joaquim Rodríguez (gestopt) en Thibau Nys.
1. ↑  Nieuwe rittenkoers, nieuwe zege: Thibau Nys demonstreert ook in de Ronde van Zwitserland | sporza. sporza.be. Geraadpleegd op 11 juni 2024.